# 食人動物

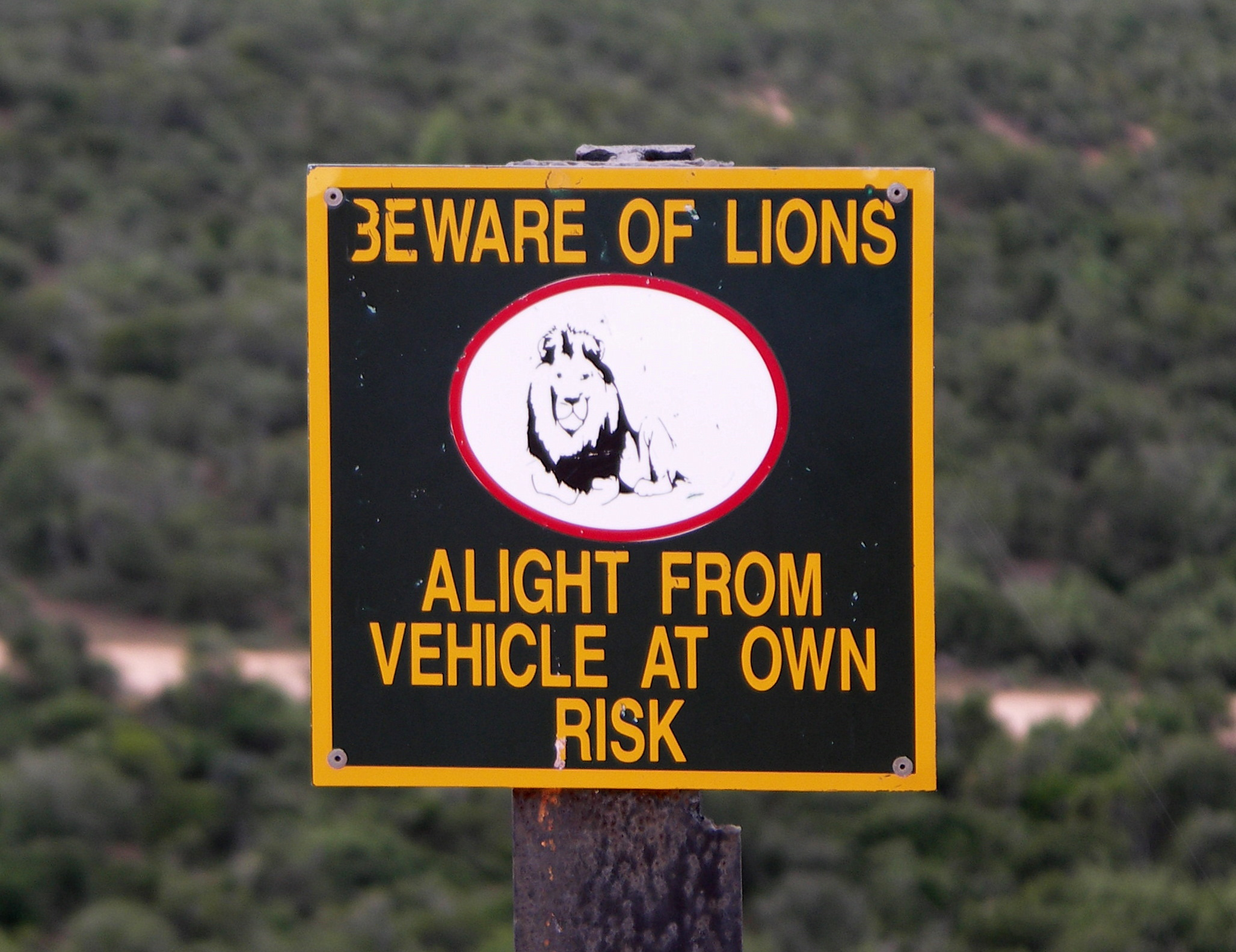
阿多大象国家公园中的标示牌，提醒人类在公园内将会被其他动物视为猎物

食人动物（英語：Man-eater）是指那些会捕食人类的动物（不包括食腐动物）。虽然襲人致死的动物有很多种，但是大多動物一般都是為了防衛領地而攻擊，但是食人动物在特定情况下（例如誤判等）会将人类作为猎物进行捕食。同时也存在将人类纳入日常捕食对象或主要以人类为食的案例。相关报告所提到的食人动物包括狮子、老虎 、豹、鬣狗、美洲豹及鳄鱼。
但是，这不代表只有这些动物才会攻击人类，除此之外有许多动物都会将人类视为猎物，例如熊、大型蛇类（例如蟒科及蚺科）、科莫多巨蜥、狼、美洲狮、鲨鱼以及其他人类（人吃人事件）。本條目不包括會獵食人類祖先，但如今已滅絕的物種，亦不包括理論上能夠食人卻幾無紀錄者，如海洋大型無脊椎動物。

## 大型猫科动物

### 虎
由虎造成的人员死亡数较之其他大型猫科动物造成死亡人数的总和还高。老虎同豹子及狮子不同，老虎很少为了捕食人类而进入人类居所。大多数的袭击报告都是在老虎的领地上发生的。此外，老虎袭人的事件往往发生在白天，这与豹子及狮子也不同。
松达班栖居着六百多只皇家孟加拉虎，这些老虎袭击并杀死了许多人。据称这些老虎是世界上仅剩的食人虎族群，尽管这些虎并非这世上仅存的生活在人类附近的虎群。对此，一些人认为是当地老虎所饮用的淡水中盐分的含量造成了老虎在日常捕食的猎物发生了改变，当然，还有一些人认为老虎因为习惯了当地常年洪水中的人类尸体的味道而开始捕食人类。

### 狮

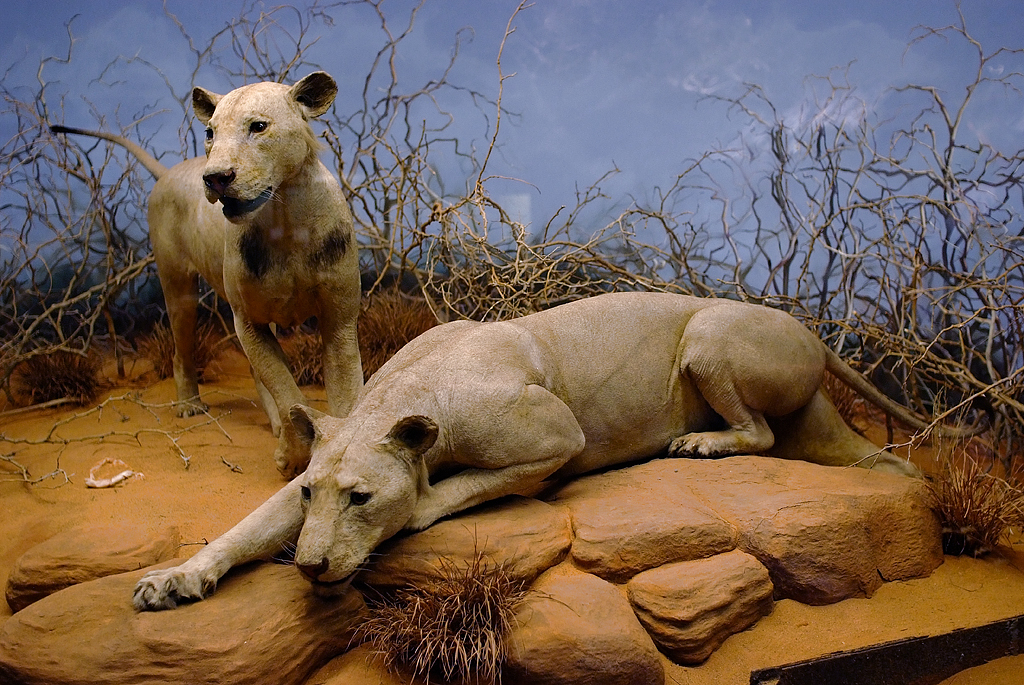
菲尔德自然史博物馆中展示的察沃食人狮

有关食人狮的报告显示他们较之老虎胆子更大，敢于在夜晚进入人类居所以捕获食物。当然这也使得食人狮更容易被人们逮到并且处死。狮子之所以变成食人狮的原因和老虎一样：饥饿、年老、疾病（人类较之其他猎物更易于捕捉），不过一些食人动物，例如察沃食人狮，却是十分的健康（後鑑定為牙齒病變）。牠們體表光滑、身長在三米左右、而且是兩隻沒有鬃毛的雄獅，十九世紀襲擊人類的事件使牠們聲名狼藉，甚至嚇走馬賽人，而後被英國陸軍約翰·亨瑞·帕特森中校開槍殺死。狮子食人的行为已经得到了系统性的研究。在1945年，東非坦尚尼亞境內的恩瓊貝鎮附近，一群喜歡以人類為食的獅子，不斷地對當地人們發動襲擊，導致1500多人喪生（甚至傳言說超過2000人殞命），後來一位獵人乔治·拉什比（George Rushby）挺身而出，先後殺死了15頭獅子才將獅群驅離當地。美国及坦桑尼亚的科学家的报告称从1999年到2005年坦桑尼亚动物食人的报告大大增加。至少563名村民遭到攻击，其中许多人被狮子进食，数字远远超过了一个世纪前“察沃食人狮”所导致的死亡人数。这些食人报告大多发生在塞盧斯禁獵區，鲁菲吉河及莫桑比克边境的林迪省。虽然狮子食人的事情已经得到了坦桑尼亚国家的关注，但是有人直接把矛头对准了对国家公园内狮子的保育政策，他们认为正是这种增进狮子繁衍的政策导致了大量村民的死亡。在林迪省已经出现狮子进入村庄中心袭击人类的情况，据悉，每年大约有550到700人遭到狮子的袭击。

### 花豹
吉姆·科贝特曾经指出，相较之老虎因为体弱而捕食人类，花豹则是因为习惯食腐后而开始捕食人类。在科贝特所熟悉的地区，死者的尸体会遭到完全火化，可在當地瘟疫肆虐时，焚烧尸体所需的木材就会供不应求，而死者的尸体只会被略微被火炙烤一会儿就被移到火葬坛边，这些尸体并没有得到火化，最后很可能被花豹进食掉。在亚洲地区，食人豹基本在夜晚行动，他们甚至冲破居民的房门、茅草屋顶以捕食屋中的人类。而在非洲，花豹袭人的报告就少了许多并且基本发生白天。科贝特和肯尼思·安德森同时撰文指出，捕杀食人豹，其实比捕杀其他动物更具有挑战性。

## 犬科动物

### 狼

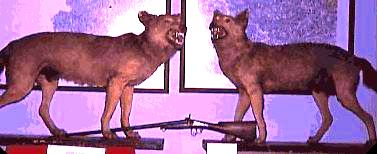
两只佩里戈食人狼，他们於1766年2月在当地造成了18人死亡。这两具标本现存于蒂维耶的拉扎克城堡。

同其他食人的哺乳类动物相比，狼类攻击所造成的致死率是比较低的。虽然存在着潜在的威胁，但是以狼类的体型及捕食能力而论，它们却是除狗之外威胁性最低的动物之一。狼类食人的报告极为罕见，而且大多数也是捕食儿童。
惯化，是一些狼类食人事件的罪魁祸首，而这是由于人类居住地同狼类栖息地太近导致狼同人类频繁接触，使得狼失去了对人类的畏惧所导致的。人类有意无意间对狼的投食也会使得狼失去对人类的畏惧而产生惯化。这也是为什么在狼类保护地的狼，往往会比狩猎区的狼更加凶狠无畏。

### 丁格犬
人类被丁格犬（澳洲野犬）攻击的事件是极其罕见的，在澳大利亚，只有三起攻击致死的记录。丁格犬通常较为害羞并且会避开人类。最著名的丁格犬袭人事件，是“阿扎里亚·张伯伦死亡事件”：女嬰阿札里亞的父母在攀登乌鲁鲁时，看见一只丁格犬将阿扎里亚叼出了他们扎营的帐篷。

### 家养犬
如同其他一些大型食肉动物一样，家养犬拥有作为食人动物所应有的力量、速度、敏捷、贪婪以及锋利的牙齿和爪子。掠食性较强的狗足以击倒比人还大的家畜或者野生动物，这一点体现出狗作为一个食人动物的“潜力”。一只大狗或者一群哪怕没有掠食性的狗都足以杀死一个人，一个人独自摆脱狗的袭击是相当困难的。
狗的掠食性行为时有发生，并且大多数都是因为人类的不当行为而造成的。纳粹女守卫伊尔玛·格雷澤就曾在集中营中布置了一些狗，而这些狗在集中营中将一些人杀害并进食了被害者的尸体。战后，她成为战犯并最终被处以绞刑。

## 熊
虽然熊很少袭击人类，但是一旦熊袭事件发生，考虑到熊的体型以及其自身的力量，这种袭击往往是致命的。真正的食人熊是极其罕见的，但如果熊患有疾病或者其栖息地食物稀缺的话，熊便会想方设法攻击并捕食一切它能够捕杀的东西。2008年7月，数十头饥饿的熊杀害了在堪察加鲑鱼孵化厂中的几名武装警卫。在发现两具遭熊破坏的工人遗体后，当局派遣了一队狙击手将熊猎杀。
熊通常是一种比较害羞，谨慎的动物，其中亚洲黑熊较之欧洲棕熊，更显得与人亲近。一般来说，棕熊很少对人进行攻击并且通常它们会避开人类的视野，然而，由于一些不可预测的事情，当它们受到惊吓或者觉得受到威胁时，熊便会发起攻击。在印度以及缅甸的一些地区，正是因为这种不可预知性，懒熊比老虎在当地人眼中更具威胁性。

## 鬣狗
尽管鬣狗经常以人的尸体为食，但事实上它们对待人类还是较为谨慎的并且它们的威胁性相对于那些领地与它们重叠的大型猫科动物更小。不过无论是斑鬣狗还是条纹鬣狗都是完全有能力杀死一个成年人的，而每当发生食物短缺时，这类消息经常为人所知。如同大多数食人动物一样，斑鬣狗和条纹鬣狗更喜欢攻击妇女，孩子以及体弱多病的人，仅管他们也可以攻击成年人。斑鬣狗是这两种鬣狗中更具威胁的一个，它们更大，更具掠食性。棕鬣狗是否捕食人类这点依然不得而知。

## 爬行动物

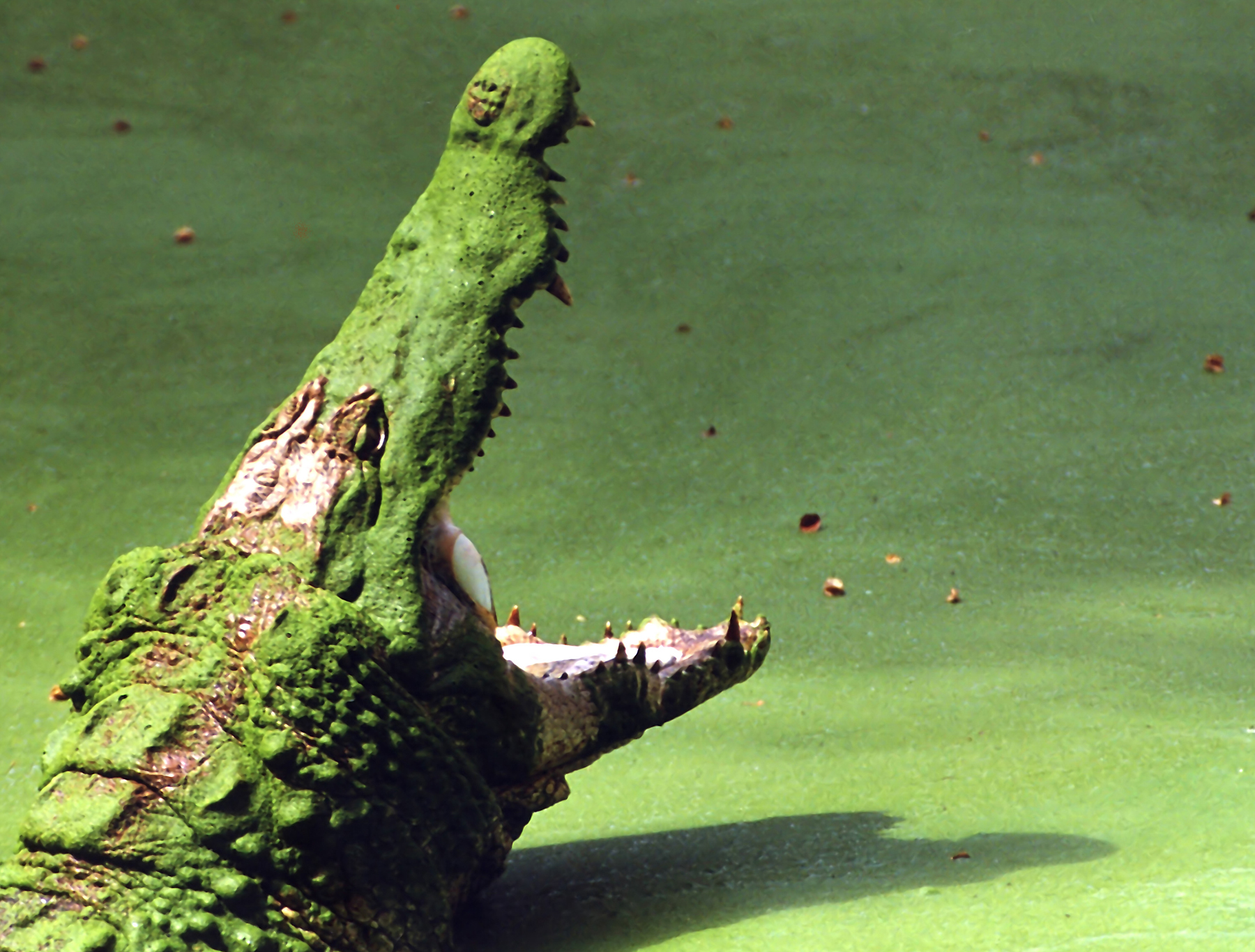
一只尼罗鳄。牠們是大多数鳄鱼袭人事件的罪魁祸首

### 真鳄
真鳄通常在它们的栖息地攻击人类。河口鳄以及尼罗鳄（例如巨鱷古斯塔夫）较之其他鳄鱼更具威胁，它们较之其他种类的鳄鱼造成了更多的捕食事件。每年，撒哈拉以南的尼罗鳄都有造成数百人死亡。不过，东非尼罗鳄种群健康的状态以及当地居民贫穷和糟糕的保护措施也许才是导致当地鳄鱼袭人事件竟高于其他地方相同事件发生总和的罪魁祸首。此外，沼澤鱷也是較常攻擊並捕食人類的鱷魚物種，其中灣鱷在蘭里島之戰中便有大規模襲擊人類士兵的紀錄。

### 短吻鳄
尽管短吻鳄有能力捕杀同人类体态相当甚至比人类更大的动物，并且它们经常同人类栖息在同一地区（美国东南部，特别是佛罗里达州），但短吻鳄很少捕食人类。与湾鳄及尼罗鳄不同，短吻鳄似乎是在尽可能的避开与人类接触，特别是当它们受伤时。袭击事件也有发生，不过不见得其中都有掠食性的目的。

### 蛇
只有极少数的蛇足以吞下人类。虽然有不少关于大蛇吞食人类的事例，不过有確切證據的不多。蛇吃人这种情况不容易发生，特別是體型大到足以吞食成人的個體很少，一般體型的大蟒只足以吞下一个小孩或者是婴儿。
在菲利宾，大约有四分之一的阿埃塔人报告称曾在网纹蟒的攻击尝试中幸存下来。网纹蟒是一种大型掠食性动物，它们同阿埃塔人一样捕食鹿、野猪以及猴子。
只有几种大型蛇类才可能吞食成年人类，例如：
- 网纹蟒
- 非洲岩蟒

### 蜥蜴
科摩多巨蜥以及尼罗河巨蜥据称发生过对人的捕食事件。

## 魚類

### 鲨鱼

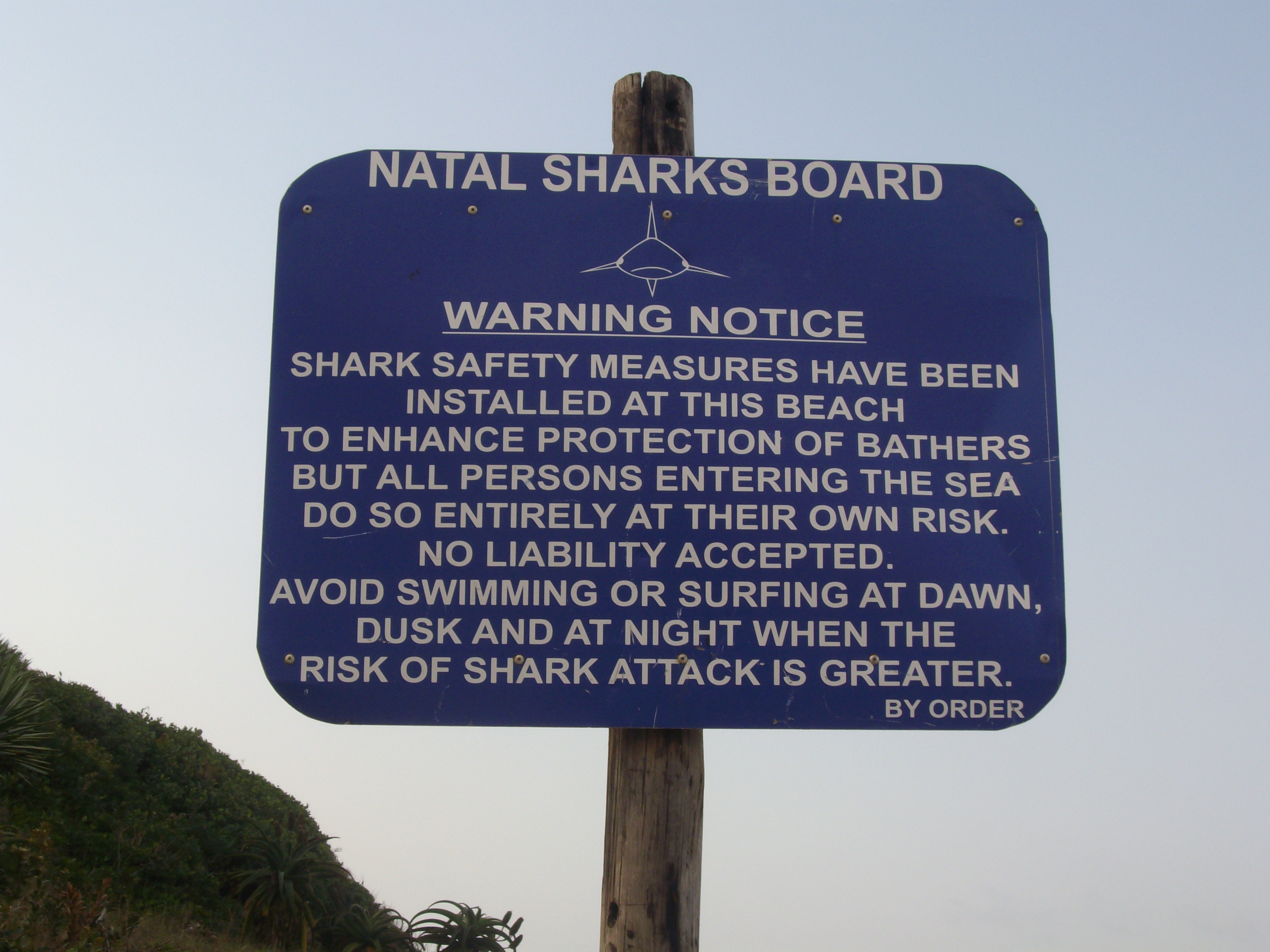
警告游泳者小心鲨鱼袭击的告示牌

与普遍看法相反，只有少数的几种鲨鱼对人存在威胁。在超过568种鲨鱼中，只有四种会对人发動致命攻击：大白鲨、虎鲨、牛鲨、远洋白鳍鲨，特別是海上的衝浪者對鯊魚而言外型和主要獵物海狗極為像似。这些鲨鱼都是巨大的、具有攻击性的掠食动物，不过，毫无保护的潜水员们依然在开放水域里拍摄到了这些鲨鱼的大量影片。不同于以上三种鲨鱼，远洋白鳍鲨的大部分攻击报告都没有得到记录。

### 鲶鱼
曾有关于魾在印度卡里河中的食人的报告。

## 影响
将人当作食物这件事，事实上将许多掠食性动物妖魔化了。对食人事件的恐慌已经使得人们鼓励对虎、豹以及狮进行狩猎，食肉动物在栖息地遭到猎杀使得它们离开自己的家园迁徙到更靠近人类居住地的地方；对这些动物的骚扰以及狩猎，以及造成了对当地物种自然栖息地的破坏。灰狼，它们庞大的族群曾经遍布世界各地，但是由于会对家畜和人类造成威胁，它们遭到人类的猎杀并已在多地消失。
对袭击事件的恐惧使得人们在民间传说及迷信故事中，刻画了大量凶恶动物食人的形象（狗往往不在其列）。新泽西鲨鱼袭人事件使得鲨鱼成了邪恶的符号，在许多政治漫画及连环画中，负面人物通常被描绘或被鲨鱼的形象所取代。